# Bunopus
Bunopus Blanford, 1874 è un genere di piccoli sauri della famiglia Gekkonidae, endemico del Medio oriente.

## Biologia
Sono gechi notturni e terrestri, si nutrono di insetti.

## Tassonomia
Il genere Bunopus comprende 4 specie:
- Bunopus blanfordii Strauch, 1887
- Bunopus crassicauda Nikolsky, 1907
- Bunopus spatalarus Anderson, 1901
- Bunopus tuberculatus Blanford, 1874 - geco tubercolato del Beluchistan